# Esther Acebo
Esther Acebo (Madrid, 19 gennaio 1983) è un'attrice spagnola, nota per aver interpretato Mónica Gaztambide alias Stoccolma nella serie televisiva La casa di carta.

## Biografia
Esther ha studiato Scienze dell'attività fisica e dello sport presso l'Università di Castiglia-La Mancia (2001-2005). Durante gli studi compie le prime lezioni di interpretazione. La sua prima opportunità è arrivata come ospite del programma per bambini Kosmi Club in Castilla-La Mancha 1. Dopo questo lavora per Non Stop People, un canale di Movistar +, anche come presentatrice.
Ha continuato a lavorare come attrice e ha debuttato in televisione con la serie Ángel o Demonio, su Telecinco, e per il cinema ha recitato nel film di Ricardo Dávila, Los encantados 2, presentato in anteprima su Internet. Il 2 maggio 2017 è stata presentata La casa di carta, dove ha interpretato il ruolo di Monica Gaztambide, uno dei personaggi principali della serie.
Il 5 marzo 2022, con una foto pubblicata sui social, ha annunciato di essere diventata mamma di una bambina, chiamata Sol.

## Filmografia

### Cinema
- Los Encantados, regia di Ricardo Dávila (2016)
- Hacerse mayor y otros problemas, regia di Clara Martínez-Lázaro (2018)
- El último cine vivo, regia di César Ríos (2020)
- La casa de tiza, regia di Ignacio Tatay (2021)
- Jaula, regia di Ignacio Tatay (2022)
- De perdidos a Rio, regia di Joaquín Mazón Lacasa (2023)
- Normas para una página de sucesos, regia di José Ortuno (2024)

### Televisione
- Kosmi Club (Castilla-La Mancha Televisión) - presentatrice (2007-2011)
- Cabalgata de Reyes (Castilla-La Mancha Televisión) - reporter (2008-2011)
- Madrid DF - Serie TV (2010)
- Angel o demonio - Serie TV (2011)
- Cosmonews (Cosmopolitan TV) - presentatrice (2012-2013)
- Al Natural (Hispantv) - presentatrice (2015)
- Non Stop People (Movistar+) - presentatrice (2015-2018)
- La casa di carta (La casa de papel) - Serie TV (2017-2021)
- Antes de perder - Serie TV (2019)
- Operación Marea Negra - Serie TV (2023)

### Cortometraggi
- Rewind (2010)
- Se quedan a cenar (2012)
- Die Krise (2013)
- Habla o reviente (2014)
- Baraka (2016)
- Paralelos (2019)
- One 2 One (2020)
- Su vida en tus manos(2020)
- Ana (2020)
- But not with you (2021)

## Teatro
- Petra, regia di Estefanía Cortés (2014)
- Solo con tu amor no es suficiente, regia di Iñigo Guardamino (2015)
- El ojo de la aguja, regia di Estefanía Cortés (2018)
- Una cuestión de formas, regia di Neil LaBute (2024-2025)

## Doppiatrici italiane
Nelle versioni in italiano delle opere in cui ha recitato, Esther Acebo è stata doppiata da:
- Francesca Manicone in La casa di carta